# Björnmakier
Björnmakier (Arctocebus) är ett släkte med två arter tillhörande underordningen lägre primater (Strepsirrhini). De båda arterna är klassificerade som släktet Arctocebus inom familjen Lorier (Lorisidae). Björnmakier bor i de tropiska delarna av Afrika vid Guineabukten, däribland Nigeria, Kamerun och gränsområdet Kongo-Brazzaville/Kongo-Kinshasa.
Det vetenskapliga namnet skapas av de grekiska orden arktos (björn) och kebos (markattliknande apa).
Björnmakier blir cirka 22 till 30 centimeter och har nästan ingen svans alls. De väger endast 265 till 465 g. Pälsen på ovansidan är gulbrun eller gyllene till färgen och undersidan är täckt av ljusgrå eller vit päls. Nosen är spetsigare än hos andra släkten inom familjen Lorisidae. Detta, och det faktum att björnmakier har runda öron ger släktet ett björnliknande utseende, och det är därifrån namnet kommer.
Släktet är vakna nattetid och tillbringar större delen av sitt liv i träd och buskar. Helst vistas björnmakier i de lägre delarna av träden där den till största del håller sig gömd bland löv. En annan sak som karaktäriserar alla släkten tillhörande Lorisidae är att rörelserna hos björnmakier är långsamma. Individerna sover på dagen gömd i bladverket.
Födan består till största del av insekter (främst larver), och även mindre mängder frukt kan förekomma. Björnmakier är alltså omnivorer (allätare). Tack vare björnmakiers långsamma rörelser och goda luktsinne så kan de lätt förfölja och omärkt närma sig sitt byte för att sedan med en blixtsnabb rörelse fånga och äta upp det.
När honan inte är brunstig lever de flesta exemplar ensam. Hanarna parar sig med alla tillgängliga honor vars revir överlappar deras. Parningen sker på trädets grenar. Dräktigheten varar 131 till 136 dagar och endast en avkomma föds per kull. Barnet hänger sig till en början fast vid moderns mage för att senare bli lämnad på en gren då modern letar föda. Inom tre till fyra månader börjar ungen att äta vanlig föda istället för modersmjölken och efter ungefär sex månader lämnar den sin mor, vid åtta till tio månaders ålder är individen fullt utvecklad. Björnmakier blir på sin höjd 13 år gamla.

## Arter
- Släktet Arctocebus utgörs av två arter[1], utbredning enligt IUCN[4]:
  - Björnmaki (Arctocebus calabarensis), vid Guineabukten mellan floderna Niger och Sanaga i Kamerun och Nigeria.
  - Guldbjörnmaki (Arctocebus aureus), vid Guineabukten från floden Sanaga till Gabon, södra Kongo-Brazzaville och kanske norra Angola.